# Edmund Bergler
Edmund Bergler fue un psiquiatra austríaco ( * Viena, 1899 - Nueva York, 1962).

## Biografía
Cursó estudios de Medicina en la Universidad de Viena y se especializó en Psiquiatría. Seguidor de las teorías de Sigmund Freud, cuya personalidad se imponía en el ambiente médico-científico austríaco de aquellos años. Se distinguió como uno de sus mejores discípulos y también uno de los más fieles, ya que, contrariamente a lo ocurrido con otros, nunca rompió con él, si bien en los últimos tiempos sus puntos de vista divergían en algunos extremos. Miembro del Instituto Psicoanalítico de Viena desde 1927, ocupó la dirección de dicho centro entre 1933 y 1937. En este año la fuerza creciente del nazismo le obligó a abandonar Austria, pues era judío y buscar refugio en Francia, de donde pasó a Estados Unidos (1938), país en el que desarrolló su actividad profesional. Fue miembro de diversas sociedades médicas y participó en numerosos congresos y conferencias.

## Teorías
Sostuvo la tesis de que estamos apegados a emociones negativas. Desarrolló un patrón de conocimiento para entender nuestras emociones y para aprender a controlarlas. Rebatió la idea de que somos producto de la educación recibida durante la infancia. Alegó que cuando somos niños realizamos interpretaciones subjetivas que, entrelazadas con la realidad acerca de cómo fuimos tratados y condicionados, se convierten en mensajes negativos, fijos y recurrentes sobre nosotros mismos, los demás y el mundo. Bergler dijo que poseemos un deseo inconsciente de revivir y autocomplacernos de nuestros conflictos infantiles no resueltos( niños desatendidos, rechazados, maltratados, abandonados, etc.). Pero declaró que podemos superar los traumas infantiles, pese a que existen vínculos emocionales con traumas no resueltos. Inconscientemente, podemos ser muy renuentes a terminar con los mismos. Estas teorías ayudaron a comprender la sociedad contemporánea. Explican las raíces de la frustración, así como de la victimización, la pasividad, la paranoia, impotencia, violencia e incluso del terrorismo. Sostuvo que inconscientemente, percibimos e interpretamos la realidad desde nuestra parte emocional infantil. Dicho de otro modo, tenemos una necesidad interna de seguir reviviendo sentimientos perturbadores no resueltos como abandono, odio, rechazo o baja autoestima. Bergler constató la enorme resistencia del mundo académico a sus innovadoras tesis, afirmando que estamos determinados emocionalmente y que nos resistimos a alterar el statu quo psíquico. Llegó a decir que sus obras eran bombas de relojería que estallarían en cien años. La teoría de Bergler, por ende, sostiene que una parte de nosotros nos compele al sufrimiento emocional y a la autoculpa. Dado que negamos categóricamente nuestros traumas y además los proyectamos en otros, nos resistimos a que nuestro inconsciente tenga una posición tan dominante y manifieste tan maligna naturaleza. La libertad, para esta tiranía del inconsciente se produce solo cuando comenzamos a entender el grado de interpretaciones infantiles inconscientes que mantenemos y nos damos cuenta de cómo tales sentimientos y creencias controlan nuestro carácter y reacciones.

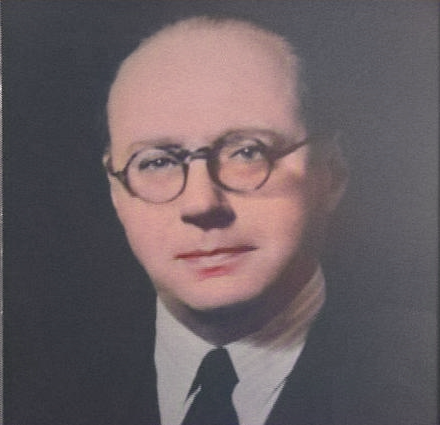
Edmund Bergler

## Obras
Publicó 273 artículos y 22 obras. Algunos de sus trabajos fueron:
- Frigidity in women (1934)
- Talleyrand-Napoleon-Stendhal-Grabbe (1935)
- Psychic impotence in men (1937)
- Unhappy marriage and divorce (1946)
- Divorce won´t help (1948),
- The battle of the conscience (1948)
- The basic neurosis (1949)
- Conflict in marriage (1949)
- The writer and psychoanalysis (1950)
- Money and emotional conflicts (1951)
- Counterfeit sex (1951)
- The superego (1952)
- Fashion and the unconscious (1953)
- Kinsey´s myth of female sexuality (1954)
- The revolt of the middle aged man (1954)
- Laughter and the sense of humor (1956)
- Homosexuality: Disease or way of life (1956)
- The psychology of gambling (1957)
- One thousand homosexuals (1958)
- Principles of self-damage (1959)
- Tensions (1960)
- Curable and incurable neurotics (1961)

- Datos: Q3656365
- Multimedia: Edmund Bergler / Q3656365